# Satyricon
Satyricon je norská black metalová kapela, která vznikla v roce 1990, dříve známá jako Eczema. Skupina svým prvním albem Dark Medieval Times založila nový black metalový podžánr, kterému přezdívali "medieval metal" (středověký metal). 
Na dalším albu, The Shadowthrone, v tomto středověkém duchu pokračovali.
S ohledem na jedno z jejich novějších alb, Volcano, uvedl Satyr v biografii na jejich oficiálních stránkách, že "hudba je rockově založená, je to black metal, který přesahuje hranice dané kapelami jako Venom či Bathory, objevování sama sebe založené na podkladu rockově orientovaného black metalu je naše filozofie". Album Volcano získalo celkem 4 ocenění, norské Grammy za "Nejlepší metalové album", cenu Alarm v kategorii "Píseň roku", stejnou cenu i za "Metalové album roku" a ceny Oslo za "Celkově nejlepší album".
Satyricon se podíleli na albu na počest Darkthrone, "Dakthrone Holy Darkthrone", které vydalo Moonfog Productions v roce 1998. Téhož roku se podíleli i na alba na počest Bathory, "In Conspiracy With Satan - A Tribute To Bathory", které vydalo Hellspawn/No Fashion Records, kde přispěli svým coverem písně "Born For Burning".
V roce 2006 vydala kapela studiové album, "Now, Diabolical". V březnu 2008 byla kapela poprvé hlavní hvězdou na Inferno Metal Festivalu v Oslu. 2. června vyšel singl "My Skin Is Cold".
V roce 2013 odehráli Satyricon koncert v opeře za doprovodu norského operního sboru. Stalo se tak v rámci propagace alba "Satyricon", které krátce předtím vyšlo. V roce 2015 vyšlo živé album s názvem "Live At The Opera". Jde o záznam z norské opery. V roce 2017 kapela vydala album "Deep Calleth Upon Deep". 

## Diskografie

#### Studiová alba
- Satyricon & Munch (2022)
- Deep Calleth Upon Deep (2017)
- Satyricon (2013)
- The Age Of Nero (2008)
- Now, Diabolical (2006)
- Volcano (2002)
- Rebel Extravanganza (1999)
- Nemesis Divina (1996)
- The Forest Is My Throne (1995)
- The Shadowthrone (1994)
- Dark Medieval Times (1993)

#### Koncertní alba
- Live At The Opera (2015)

#### Kompilace
- Ten Horns -Ten Diadems (2002)

#### EP
- My Skin Is Cold (2008)
- Intermezzo II (1998)
- Megiddo (1997)

## Členové
- „Satyr“, vl. jm. Sigurd Wongraven, role: vokály, hlavní a rytmická kytara, baskytara, klávesy
- „Frost“, vl. jm. Kjetil Vidar Haraldstad, role: bicí a perkuse

- Steinar (Azarak) Gundersen - kytara na koncertech
- Jonna Nikula - klávesy na koncertech
- Victor Brandt - baskytara na koncertech
- Gildas Le Pape - kytara na koncertech